# Солнечное затмение 26 февраля 1998 года
Солнечное затмение 26 февраля 1998 года — солнечное затмение 130 сароса, которое можно было увидеть на Галапагосских островах, а также в Панаме, Колумбии, на северо-западе Венесуэлы, на Арубе, Кюрасао, на северо-западе Бонайре, в Монтсеррате, Гваделупе, а также в Антигуа и Барбуда.
Максимальная фаза затмения составила 1.0441 и достигла своего максимума в 17:29:27 UTC. Максимальная длительность фазы — 4 минуты и 9 секунд, а лунная тень на земной поверхности составила 151 км. Следующее затмение данного сароса произошло 9 марта 2016 года.

## Изображения

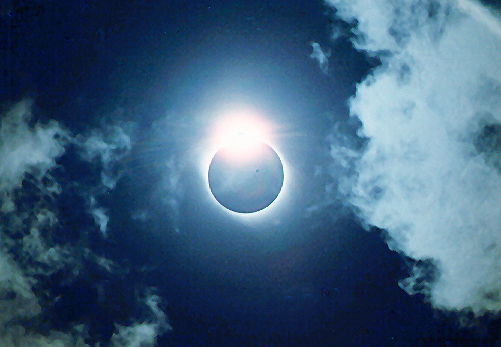
Затмение в Венесуэле
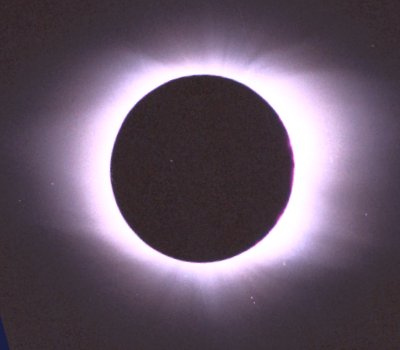
Зетмение в Гваделупе